# Charlotte Flamm
Charlotte Flamm (* 1820 in Köln; † 1895 in Düsseldorf) war eine deutsche Stilllebenmalerin der Düsseldorfer Schule sowie Lehrerin für höhere Töchter.

## Leben
Charlotte Flamm war eine ältere Schwester des Düsseldorfer Landschaftsmalers Albert Flamm und Tante des Düsseldorfer Porträtmalers Carl Flamm. Ob sie Schülerin des Stilllebenmalers Johann Wilhelm Preyer in dessen Düsseldorfer Privatatelier war, ist fraglich. Der kunsthistorischen Forschung bekannt ist sie durch ein um 1850 entstandenes, für Preyers Stil untypisches Stilleben mit Silberplatte, Weinglas und Früchten auf einem mit Tuch bedeckten Tisch in der Sammlung des Westfälischen Landesmuseums für Kunst und Kulturgeschichte Münster. Im Jahr 2000 wurde in der Düsseldorfer Galerie W. Körs ein (von ihr) signiertes kleines ovales Früchte-Stillleben angeboten – Früchtestillleben mit roten und weißen Trauben, Pfirsich, Apfel, Birne und Haselnüssen auf heller Marmorplatte. Es entspricht in Format, Anordnung der Früchte, Farb- und Lichtgebung vollkommen dem Malstil Preyers und seiner Schüler. 1873 und 1883 erwarb der Zentral-Dombau-Verein zu Köln zwei ihrer Fruchtstücke und verloste sie zu Gunsten des Dombaus.
Im Juni 1845 erwarb Charlotte Flamm bei der Königlichen Regierung in Düsseldorf eine staatliche Zulassung als Privatlehrerin für den Unterricht an Höheren Töchterschulen. Zusammen mit ihrer Schwester, der seit 1844 staatlich zugelassenen Privatlehrerin Elise Flamm, erhielt sie 1846 als Lehrerin von der Königlichen Regierung in Köln die staatliche Erlaubnis „zur Errichtung einer Lehr- und Erziehungsanstalt für katholische Töchter höherer Stände in der Stadt Bonn“. 1865 war sie als „Sprachlehrerin“ in Düsseldorf ansässig.